# Zwanenhalsfuut
De zwanenhalsfuut (Aechmophorus occidentalis) is een watervogel uit de familie van de Podicipedidae.

## Kenmerken
Deze fuut heeft een lange, dunne hals en een rudimentaire staart. Het verenkleed is zwart en wit. Op zijn kop prijkt een zwarte pruik. Dit is bij beide geslachten gelijk. De lichaamslengte bedraagt 55 tot 75 cm en het gewicht 1 tot 2 kg.

## Voortplanting
Zwanenhalsfuten voeren een spectaculaire balts op. Beide partners rijzen zij aan zij uit het water op en racen met veel geplons over het water. Daarna duiken beide partners een dotje waterplanten op en gaan daarmee al kopschuddend om elkaar heen zwemmen. Bij gevestigde stelletjes brengt het mannetje visjes voor zijn partner mee. In de broedtijd en daarna, als er jongen te verzorgen zijn, blijven de ouders steeds dicht bij elkaar. Ze bouwen samen een drijvend nest dat aan waterplanten wordt verankerd. De ouders nemen hun jongen vaak op de rug tot ze 2 tot 4 weken oud zijn en voederen ze tot hun 8ste week.

## Verspreiding
Deze soort komt voor in Noord-Amerika in moerassen en stilstaande wateren en langs de kusten. Het is een trekvogel en telt twee ondersoorten:
- A. o. occidentalis: van westelijk-centraal Canada tot de noordelijk-centrale en zuidwestelijke Verenigde Staten.
- A. o. ephemeralis: centraal Mexico.

## Bedreiging
In de late 19e eeuw werden zeer veel zwanenhalsfuten gedood omwille van hun zijdeachtige buikveren, die dienden als versiering aan hoeden en jassen. Vele populaties konden zich ternauwernood daarvan herstellen, maar de soort wordt nog steeds bedreigd, nu door watervervuiling, olielozingen, biotoopverlies en verstoring.

## Status
De grootte van de populatie is in 2018 geschat op 80-90 duizend volwassen vogels. Op de Rode lijst van de IUCN heeft deze soort de status niet bedreigd.